# Doug Collins
Paul Douglas Collins (nascut el 28 de juliol de 1951 a Christopher, Illinois), més conegut com a Doug Collins, és un exjugador i entrenador de bàsquet nord-americà. Va jugar durant 8 anys a l'NBA, sempre als Philadelphia 76ers, equip en el qual també va exercir d'entrenador.

## Trajectòria esportiva

### Universitat
Va jugar durant 3 temporades a la Universitat d'Illinois State en les quals va fer una mitjana de 29,1 punts, la qual cosa li va valer ser triat All-American el 1973 i també un dels 5 millors esportistes universitaris del país aquell mateix any.
El 1972 va ser seleccionat per formar part de la Selecció de bàsquet dels Estats Units que va participar en els Jocs Olímpics de Múnic 72, d'infame record per als Estats Units, que van perdre en els últims segons contra l'URSS en una polèmica jugada.

### Professional
Va ser triat com a número 1 en el Draft de l'NBA del 1973 pels Philadelphia 76ers. Va ser també draftejat a la lliga rival, l'ABA, però mai hi va arribar a jugar. En el seu primer any als Sixers va jugar tan sols en 25 partits, fent una mitjana de 8 punts. Va ser a partir del segon any quan va despuntar, guanyant-se ràpidament el lloc de titular. La temporada 75-76 va quallar la seva millor campanya, en fer una mitjana de 20,8 punts i 4 rebots per partit.
Va jugar durant 8 temporades als Sixers, i es va retirar prematurament amb 29 anys en arrossegar una greu lesió que li va fer perdre's molts partits en els seus dos últims anys. Va acabar amb unes mitjanes de 17,9 punts i 3,2 rebots per partit.

### Entrenador
A finals dels 80 va ser nomenat entrenador dels Chicago Bulls, on va coincidir amb Michael Jordan. Va estar-s'hi 3 temporades, però no va poder guanyar-hi cap títol, per la qual cosa va ser reemplaçat pel seu assistent, Phil Jackson. Després de diversos anys dedicant-se a comentar partits a la televisió, va tornar a les banquetes el 1995, dirigint durant 3 temporades els Detroit Pistons. Va passar de nou per la televisió abans d'acceptar el fins ara seu últim lloc com a entrenador, als Washington Wizards, als quals va dirigir la temporada 2001-2002 i la 2002-2003. El 21 de maig de 2010 va ser contractat pels Philadelphia 76ers.